# Tăng Cổn
Tăng Cổn 曾袞 (tiếng Trung: 曾袞, bính âm: Zeng Gun, Wade–Giles: Tseng Kun) là một vị quan của triều đại nhà Đường, Trung Quốc, ông từng được cử sang giữ chức Tiết độ sứ Tĩnh Hải quân ở miền bắc Việt Nam từ năm 878 đến năm 880 (hoặc đến tận năm 892 khi Chu Toàn Dục sang thay.). Tiết độ sứ trước đó là Cao Tầm, một người cháu của Cao Biền. Trước kia, Tăng Cổn cũng đã phục vụ dưới trướng Cao Biền trong các cuộc chiến chống lại Nam Chiếu.
Theo An Nam chí lược, khi đang làm Tiết độ sứ, ông bị quân Nam Chiếu tấn công nên bỏ chạy về Ung Châu. Đại Việt sử ký toàn thư thì nói quân ở phủ đô hộ nổi loạn nên ông bỏ chạy. Khâm định Việt sử Thông giám cương mục thì nghiêng theo An Nam kỷ yếu của Cao Hùng Trưng mà cho rằng Tăng Cổn ổn định được cuộc nổi loạn và cai trị 14 năm, cho đến khi Chu Toàn Dục sang thay năm 892.
Trong những năm ông sống ở miền bắc Việt Nam, ông có quan tâm đến văn hóa địa phương và dành nhiều năm để thu thập văn hóa dân gian địa phương. Các tác phẩm của ông bao gồm các câu chuyện "Tản Viên sơn thánh" và "Cao Lỗ". Những đóng góp của Tăng Cổn và Triệu Xương (từ 791 đến 802) sau đó được trích dẫn bởi tác giả Việt Nam thế kỷ 14 là Lý Tế Xuyên trong Việt Điện U Linh Tập (1329).
Vì trị dân có tiếng, dân trong châu gọi ông là Tăng Thượng thư (曾尚書). Ông có soạn một thiên “Giao Châu ký” (交州記).